# L'Assomption de la Vierge (Le Greco)
Pour les articles homonymes, voir Assomption (homonymie) et L'Assomption de la Vierge en art.
L'Assomption de la Vierge est une des premières œuvres exécutées par Le Greco à son arrivée à Tolède en Espagne. Le Greco est encore imprégné de l'influence italienne, notamment de Michel-Ange, et cette Assomption de la Vierge reprend les canons de l'école italienne. Cette Assomption est exposée depuis le début du XXe siècle à l'Art Institute of Chicago, aux États-Unis.

## Historique et description
Cette Assomption de le Vierge est commandée au Greco par Don Diego de Castille en 1577, pour orner l'église du couvent de Santo Domingo el Antiguo à Tolède. Cette peinture à l'huile sur toile est exécutée de 1577 à 1579. Elle constitue alors l'élément central du retable de l'église de Santo Domingo el Antiguo.
Ce tableau est le premier des neuf tableaux que Le Greco était chargé de peindre pour cette église. L'Assomption de la Vierge est la première œuvre du Greco à Tolède, il va y poursuivre sa carrière pendant 37 ans.
Encore sous l'influence de Michel-Ange, Le Greco exécute une peinture d'inspiration italienne, avec un style naturaliste, des personnages de grande taille et une palette de couleurs de l'école romaine. Par sa composition, l'Assomption de la Vierge du Greco se rapproche de L'Assomption du Titien dans la Basilique dei Frari à Venise avec les anges au-dessus de la Vierge Marie et les apôtres en dessous. Sur le tableau, la Vierge Marie s'élève en flottant dans les airs, ce qui symbolise sa pureté, pendant que les apôtres réunis autour de son tombeau vide expriment leur étonnement et leur inquiétude.

## La Vierge Marie dans l'art
L'Assomption de la Vierge Marie n'apparaît pas dans le Nouveau Testament, mais elle apparaît dans la littérature apocryphe des IIIe et IVe siècles. Elle devient en 1000 une croyance largement répandue dans l'Église d'Occident, bien qu'il n'y n'ait pas de dogme catholique officiel avant le dogme proclamé en 1950. Cette croyance est d'abord devenue un sujet populaire dans l'art chrétien occidental au XIIe siècle, avec d'autres scènes narratives de la vie de la Vierge Marie et de son couronnement. Ces sujets mariaux étaient surtout promus par l'Ordre cistercien et par saint Bernard de Clairvaux (mort en 1153).
Des récits littéraires plus détaillés, comme la présence des Apôtres, apparaissent dans des œuvres de la fin du Moyen Âge comme La Légende dorée, et sont représentés par des artistes. À la fin du Moyen Âge, de grands retables chargés donnent aux artistes l'occasion de montrer leur virtuosité dans la composition, la coloration et les poses de personnages. Après la Réforme, cette croyance fut utilisée pour affirmer la position catholique, rejetée par les protestants.

## Dans les musées
L'Assomption reste dans la même église à Tolède pendant plus de 200 ans. Vers 1830, le tableau est vendu à l'infant Sébastien Gabriel de Bourbon et Bragance à Madrid. En 1835, le gouvernement espagnol lui confisque le tableau et l'installe au Musée national de la Trinité à Madrid, mais en 1861, le tableau est rendu à l'infant Sébastien. Après la mort de l'infant en 1875, ses héritiers commencent à vendre des œuvres de ses collections. Le tableau reste cependant la propriété de sa veuve, l'infante María Cristina de Bourbon, jusqu'à sa mort en 1902. Il est ensuite prêté par les héritiers de l'infante au musée du Prado de Madrid de 1902 à 1904.
En 1904, la peintre américaine Mary Cassatt persuade le célèbre marchand d'art parisien Paul Durand-Ruel d'acheter le tableau, grâce au financement apporté par H.O. Havemeyer. En 1906, le tableau est revendu à l'Art Institute of Chicago.

## Expositions
- Pau, Salons de l'ancien Asile de Pau, Tableaux appartenant aux héritiers de feu Mgr l'Infant don Sébastien de Bourbon et Bragance, septembre 1876, cat. 668.
- Madrid, Museo Nacional de Pintura y Escultura, Exposición de las obras de Domenico Theotocópouli, llamado El Greco, 30 avril - 31 juillet 1902, cat. 6.
- Art Institute of Chicago, A Century of Progress, 1er juin - 1er novembre 1933, cat. 169, pl. 25. et 1er juin - 1er novembre 1934, cat. 70.
- Paris, Grand Palais, Greco, 14 octobre 2019 - 10 février 2020, cat. 73[3].
- Art Institute of Chicago, El Greco : Ambition and Defiance, 7 mars - 21 juin 2020, cat. 14[1].